# Santíssima Trindade no Monte Pincio (título cardinalício)
Santíssima Trindade no Monte Pincio (em latim: Sanctissimæ Trinitatis in Monte Pincio) é um título cardinalício que foi instituído pelo Papa Sisto V em 13 de abril de 1587, por meio da constituição apostólica Religiosa. Tradicionalmente, o título é dado aos cardeais franceses, porque sua igreja titular, Trinità dei Monti, no Monte Pincio, é uma das igrejas dos franceses de Roma.

## Titulares protetores
- Charles de Lorena de Vaudémont (1587)
- Francisco de Joyeuse (1587-1594)
  - Vacante (1594-1626)
- Denis-Simon de Marquemont (1626)
- Alphonse Louis de Plessis de Richelieu, O.Cart (1635-1653)
- Antonio Barberini iuniore (1653-1655)
- Girolamo Grimaldi-Cavalleroni (1655-1675)
- César d'Estrées (1675-1698)
- Pierre-Armand du Cambout de Coislin (1700-1706)
- Joseph-Emmanuel de la Trémoille (1706-1720)
- Armand Gaston Maximilien den Rohan-Soubise (1721-1749)
  - Vacante (1749-1753)
- Clemente Argenvilliers (1753-1758)
- Pietro Girolamo Guglielmi (1759-1773)
- Bernardino Giraud (1773-1782)
- Giovanni de Gregorio (1785-1791)
- Jean-Siffrein Maury (1794-1817)
  - Vacante (1817-1823)
- Anne-Antoine-Jules de Clermont-Tonnerre (1823-1830)
- Louis François-Auguste de Rohan Chabot (1831-1833)
- Joachim-Jean-Xavier d'Isoard (1833-1839)
- Louis Jacques Maurice de Bonald (1842-1870)
  - Vacante (1870-1874)
- René-François Régnier (1874-1881)
- Louis-Marie-Joseph-Eusèbe Caverot (1884-1887)
- Victor-Félix Bernadou (1887-1891)
- Guillaume-René Meignan (1893-1896)
- Jean-Pierre Boyer (1896)
- Pierre-Hector Coullié (1898-1912)
- Hector Sévin (1914-1916)
- Louis-Joseph Maurin (1916-1936)
- Pierre-Marie Gerlier (1937-1965)
- Jean-Marie Villot (1965-1974)
- Alexandre-Charles-Albert-Joseph Renard (1976-1983)
- Albert Decourtray (1985-1994)
- Pierre Étienne Louis Eyt (1994-2001)
- Louis-Marie Billé (2001-2002)
- Philippe Xavier Ignace Barbarin (2003- atual)